# Jorge Azanza
Jorge Azanza Soto (Alsasua,[cita requerida] Navarra, 16 de junio de 1982) es un ciclista español.
Debutó como profesional en 2005 con el equipo Kaiku y se retiró en 2014 tras nueve temporadas como profesional y con 31 años de edad. Tras su retiro del ciclismo, en 2015 comenzó a ejercer de director deportivo de la Fundación Euskadi amateur.

## Resultados en Grandes Vueltas
Durante su carrera deportiva consiguió los siguientes puestos en las Grandes Vueltas:
| Carrera | Carrera         | 2005 | 2006 | 2007 | 2008 | 2009 | 2010 | 2011 | 2012 | 2013 |
| ------- | --------------- | ---- | ---- | ---- | ---- | ---- | ---- | ---- | ---- | ---- |
|         | Giro de Italia  | —    | —    | —    | —    | —    | —    | 68.º | —    | 33.º |
|         | Tour de Francia | —    | —    | 82.º | —    | —    | —    | —    | 74.º | —    |
|         | Vuelta a España | —    | —    | —    | —    | —    | —    | 97.º | —    | 90.º |

—: no participa

Ab.: abandono

## Equipos
- Kaiku (2005-2006)
- Euskaltel-Euskadi (2007-2012)
- Euskaltel Euskadi (2013)